# Kapelle St. Antonius zu Padua (Bad Wünnenberg)

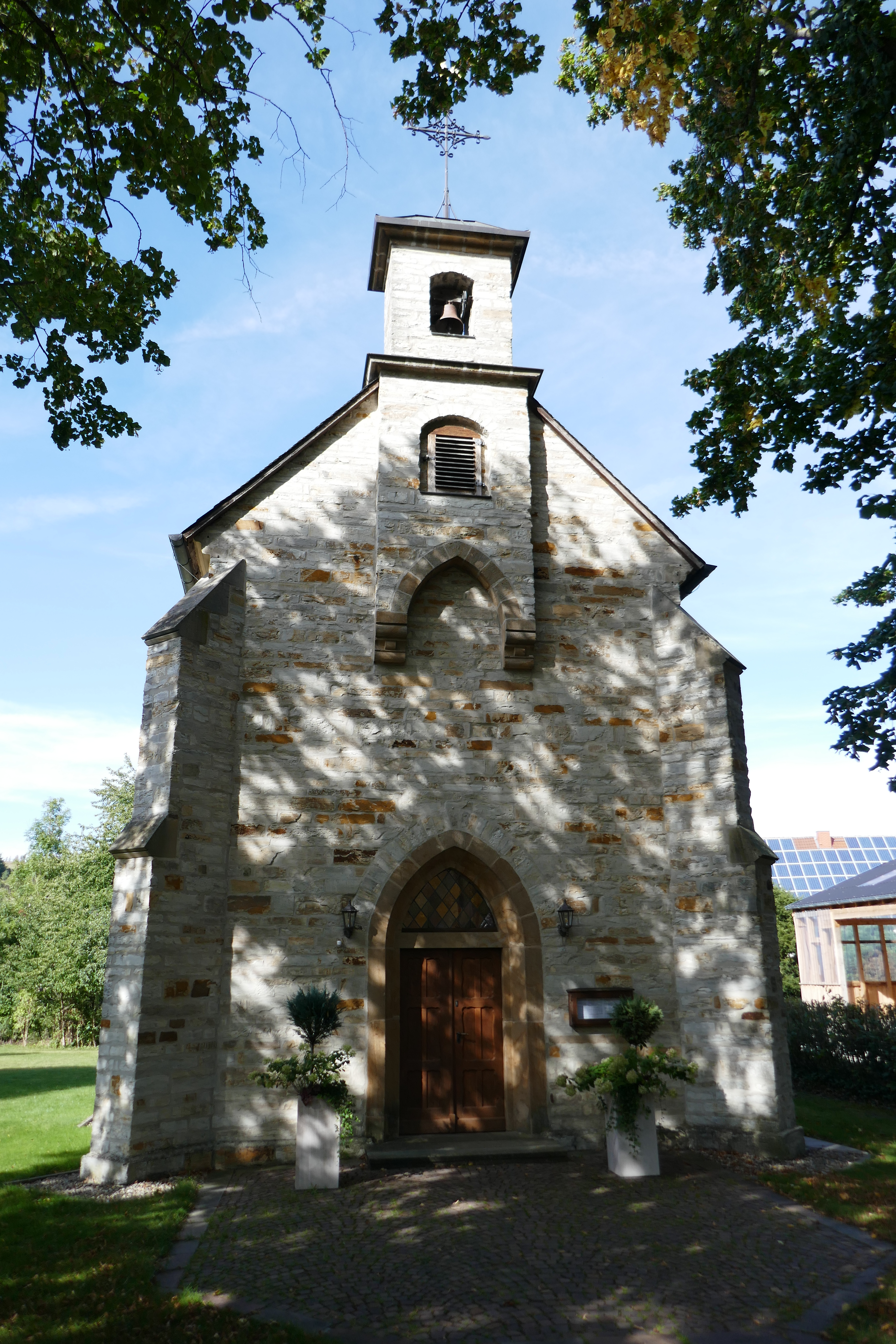
Antoniuskapelle in Bad Wünnenberg

Die katholische Kapelle St. Antonius zu Padua steht in Bad Wünnenberg im Kreis Paderborn (Nordrhein-Westfalen). Sie ist die Ergänzung zur Pfarrkirche in der Oberstadt und gehört zum Pastoralverbund Wünnenberg im Dekanat Büren-Delbrück des Erzbistums Paderborn.

## Geschichte
Die Kapelle wurde im Jahr 1870 errichtet. Früher diente die Kapelle Menschen, die lieber in der Unterstadt zur Kirche gehen wollten, weil sie den Weg zur Oberstadt scheuten, und um Andachten abzuhalten.